# Third Ear Band
Third Ear Band fue una banda británica de folk instrumental, destacada en la escena londinense psicodélica/progresiva a finales de los años 60 y comienzos de los 70.

## Historia
Sus miembros venían de The Giant Sun y The People Band a crear música improvisada basada en las ragas orientales, el folk europeo e influencias experimentales y medievales. Su primera sesión fue en 1968 bajo el seudónimo The National-Balkan Ensemble, en el lado A de un álbum split.
Su debut oficial, Alchemy (1969), lanzado en el sello Harvest fue seguido de su grabación más conocida Elements al año siguiente. Luego grabaron dos bandas sonoras, Abelard and Heloise para el director Herbert Fuchs, y Macbeth de Roman Polanski. Luego de varias formaciones y álbumes, el grupo se disolvió definitivamente en 1993 por problemas de salud del percusionista y miembro original Glen Sweeney.
En 1979 fueron incluidos entre la lista de influencias del músico inglés avant-garde/industrial Steven Stapleton. El estatus de "oscuridad" de la Third Ear Band se mantuvo hasta el siglo XXI donde gracias a internet, con críticos como Piero Scaruffi sus grabaciones tuvieron más reconocimiento y difusión.
En 1996 el miembro fundador Paul Minns se suicidó, haciendo imposibles futuras reuniones de la banda.

## Discografía

### 1968-71 Era clásica
| Año  | Grabación | Temas | Formación |
| ---- | --- | --- | --- |
| 1968 | Standard Music Library - Sesión para un compilado split - Discográfica: Standard                                           | Cosmic Trip Jason's Trip Devil Weed | |
| 1969 | Alchemy - primer álbum de estudio - Discográfica: Harvest                                                                  | Mosaic Ghetto Raga Druid One Stone Circle Egyptian Book Of The Dead Área Three Dragon Lines Lark Rise | Paul Minns - oboe Mel Davis - chelo Glen Sweeney - percusión Richard Coff - viola Dave Tomlin - violín John Peel - arpa (invitado)     |
| 1970 | Elements - 2.º álbum de estudio - Discográfica: Harvest, BGO - También conocido como Third Ear Band o Air/Earth/Fire/Water | Air Earth Fire Water | Paul Minns - oboe Glen Sweeney - percusión Richard Coff - viola Ursula Smith - chelo                                                   |
| 1970 | Abelard And Heloise - 1.ª banda sonora - Discográfica: Harvest                                                             | Abelard And Heloise partes 1-6 | Paul Minns - oboe Glen Sweeney - percusión Richard Coff - viola Ursula Smith - chelo                                                   |
| 1971 | Music From Macbeth - 2.ª banda sonora - Discográfica: Harvest                                                              | Overture The Beach Lady MacBeth Inverness: Macbeth's Return/The Preparation/Fanfare/Duncan's Arrival The Banquet Dagger and Death At the Well/The Princes's Escape/Coronation/Come Sealing Night Court Dance Fleance Grooms' Dance Bear Baiting Ambush/Banquo's Ghost Going to Bed/Blind Man's Buff/Requiescant/Sere and Yellow Leaf The Cauldron Prophesies Wicca Way | Paul Minns - oboe Glen Sweeney - percusión Paul Buckmaster - chelo y bajo Simon House - violín y sintetizador Denim Bridges - guitarra |

### 1971-93 grabaciones posteriores
| Año     | Álbum                                    | Sello               | Tipo                        |
| ------- | ---------------------------------------- | ------------------- | --------------------------- |
| 1972    | The Magus                                | Angel Air Records   | Estudio. Inédito hasta 2004 |
| 1976    | Experiences                              | EMI/Harvest         | Recopilación                |
| 1988    | Live Ghosts                              | Materiali Sonori    | En vivo                     |
| 1989-90 | Magic Music                              | Materiali Sonori    | Estudio                     |
| 1990    | New Forecasts From The Third Ear Almanac | ADN                 | En vivo                     |
| 1992-93 | Brain Waves                              | Materiali Sonori    | Estudio                     |
| 1994    | Radio Session                            | Voiceprint          | EP de grabación desconocida |
| 1996    | Live                                     | Voiceprint          | Grabación desconocida       |
| 1997    | Necromancers Of The Drifting West        | Sonic Book          | Grabación desconocida       |
| 1998    | Songs From The Hydrogen Jukebox          | Blueprint           | Recopilación                |
| 2001    | Hymn To The Sphynx                       | Mooncrest           | Recopilación                |
| 2002    | Raga Live                                | Turning Point Music | Grabación desconocida       |

### Otros
| Año  | Álbum                                                        | Acreditado a    | Nota                |
| ---- | ------------------------------------------------------------ | --------------- | ------------------- |
| ?    | Unreleased Sessions 1968-71                                  | Third Ear Band  | Bootleg             |
| 1970 | Picnic: A Breath Of Fresh Air                                | Varios artistas |                     |
| 1977 | Harvest Heritage: 20 Greats                                  | Varios artistas |                     |
| 1991 | All Frontiers                                                | Varios artistas |                     |
| 1991 | Sonora 2/91                                                  | Varios artistas |                     |
| 1998 | Materiali Sonori                                             | Varios artistas |                     |
| 1999 | Harvest Festival                                             | Varios artistas |                     |
| 2007 | A Breath Of Fresh Air: A Harvest Records Anthology 1969-1974 | Varios artistas |                     |
| 2010 | Progressive Rock Trilogy                                     | Varios artistas |                     |
| 2011 | The Lost Broadcasts                                          | Third Ear Band  | DVD filmado en 1970 |
| 2013 | Prog Rocks!                                                  | Varios artistas |                     |